# Friedl Iby
Pour les articles homonymes, voir Iby.
Friedl Iby, née le 6 avril 1905 à Nuremberg (Allemagne) et morte le 18 avril 1960 à Munich (Allemagne de l'Ouest), est une gymnaste artistique allemande.

## Biographie
Friedl Iby remporte aux Jeux olympiques d'été de 1936 à Berlin la médaille d'or du concours général par équipes féminin avec Käthe Sohnemann, Anita Bärwirth, Erna Bürger, Isolde Frölian, Trudi Meyer, Paula Pöhlsen et Julie Schmitt.